# Sopa de trucha
La sopa de trucha es una sopa típica de la cocina leonesa servida en cazuela de barro. Es un plato humilde en su concepción, que posee escasos ingredientes: trucha (se emplean los lomos del pez), pan y ajos. El aspecto rojizo que suele tener la sopa se debe al empleo de abundante pimentón. Se sirve caliente. A veces se denomina en los menús como sopa de trucha berciana, indicando su procedencia de El Bierzo. Es muy habitual en los restaurantes, bares y locales diversos de la provincia de León.

## Características
El plato se elabora con los lomos de la trucha que se suelen dorar en aceite de oliva. Este plato suele tener una concepción muy similar al de sopa de ajo castellana. En algunos casos, el caldo inicial parte de otra preparación a base de jamón, chorizo, etc., es decir, con productos típicos de la matanza. Este caldo se saboriza con ajos y perejil machacados en un mortero. La receta suele variar dependiendo de la familia, del cocinero. Se suele preparar con ligera abundancia de pimentón, en lo que se denomina una «sopa alegre» y en algunos casos igualmente se le añade una guindilla para que proporcione una ligera sensación picante. En muchos casos las truchas provienen de ríos leoneses abundantes de este pez como puede ser el Órbigo, el Porma, el Esla.
La añadidura de rebanadas de pan durante las últimas fases de su elaboración hace que la sopa quede a veces «seca» del caldo y es por esta razón por la que se suele denominar a esta sopa como «sopa de tenedor». Se trata de un plato principal; no obstante, es posible que se sirva en algún local como tapa, sobre todo en el barrio húmedo (León).

## Variantes
Suele emplearse otros pescados para elaborar la misma sopa. Un ejemplo muy habitual de variante de esta sopa es el uso de congrio.